# Ray Brown
Geoffrey Raymond „Ray” Brown (ur. 16 lutego 1943) – australijski zapaśnik walczący w stylu wolnym. Olimpijczyk z Tokio 1964, gdzie zajął piętnaste miejsce w kategorii do 63 kg.
Brązowy medalista igrzysk Brytyjskiej Wspólnoty Narodów w 1974; brał udział w turnieju w 1970 roku.

## Letnie Igrzyska Olimpijskie 1964
| Konkurencja      | Rundy eliminacyjne | Rundy eliminacyjne  | Klas. końcowa |
| Konkurencja      | Przeciwnik I       | Przeciwnik II       | Miejsce       |
| ---------------- | ------------------ | ------------------- | ------------- |
| 63 kg styl wolny | Yun Dae-gi (KOR) P | Mario Tovar (MEX) P | 15.           |